# U1 (携帯電話)
BRAVIA Phone U1（ブラビアフォン ユーワン）は、ソニー・エリクソン・モバイルコミュニケーションズ（現：ソニーモバイルコミュニケーションズ）が日本国内向けに開発した、auブランドを展開するKDDIおよび沖縄セルラー電話のCDMA 1X WIN対応携帯電話である。製造型番はSOY02（エスオーワイ ゼロニー）。

## 概要
- 同キャリア向けの携帯電話としては初めて、また、同社製端末としては2008年にNTTドコモ向けに発売した「SO906i」以来の「BRAVIA」の名を冠した機種にあたる。

- なお、同キャリア向けの携帯電話としては初めて、更に同社製端末としては2006年にNTTドコモ向けに発売した「SO902iWP+」以来の防水性能（IPX5／IPX7等級）を備えた端末になる。

## 沿革
- 2009年9月1日 - 電気通信端末機器審査協会（JATE）認定。
- 2009年10月19日 - KDDI、およびソニー・エリクソン・モバイルコミュニケーションズ（当時）より公式発表。
- 2009年12月1日 - 全国にて一斉発売。
- 2010年8月 - 販売終了。

## 主な機能・対応サービス
- 防水機能（IPX5／IPX7等級）
- 「お出かけ転送」対応（一部のソニー製Blu-ray Discレコーダーで録画した番組を本機に転送できる機能）

| 主な対応サービス | 主な対応サービス                                                                         | 主な対応サービス                                             | 主な対応サービス                                              |
| --- | ---------------------------------------------------------------------------------------- | ------------------------------------------------------------ | ------------------------------------------------------------- |
| au LISTEN MOBILE SERVICE (EZ「着うたフル」) (EZ「着うたフルプラス」) (LISMOビデオクリップ) (LISMO Video) (LISMO Book) | EZケータイアレンジ                                                                       | バーコードリーダー&メーカー                                  | PCサイトビューアー                                            |
| au BOX | ワイヤレスミュージック (端末本体からのボリュームコントロールおよびカーナビ×LISMO!に対応) | au Smart Sports Run & Walk Karada Manager カロリーカウンター | EZナビウォーク                                                |
| EZ助手席ナビ | 安心ナビ                                                                                 | 災害時ナビ                                                   | ナカチェン                                                    |
| EZアプリ FullGame! Bluetooth対戦 (複数対戦モード対応)                                                                 | EZアプリ (BREW)                                                                          | オープンアプリプレイヤー                                     | PCドキュメントビューアー                                      |
| アレンジメニュー | au oneガジェット マルチプレイウィンドウ クイックアクセスメニュー                         | じぶん銀行アプリ                                             | EZ・FM                                                        |
| EZチャンネル EZチャンネルプラス EZニュースフラッシュ EZニュースEX                                                     | Touch Message                                                                            | EZFeliCa                                                     | ケータイ de PCメール                                          |
| デコレーションメール                                                                                                  | デコレーションアニメ                                                                     | au one メール                                                | 緊急通報位置通知                                              |
| EZテレビ（ワンセグ）                                                                                                  | グローバルパスポート (CDMA)                                                              | 赤外線通信 (IrDA) 無線LAN機能 (Wi-Fi WIN)                    | Bluetooth auフェムトセル (別途、ケータイアップデートにて対応) |

## 不具合および新機能の追加
2010年1月8日に以下の不具合の修正がケータイアップデートにより行われた。
- 本体を開いた際、ディスプレイが正しく表示されない場合がある。

2010年6月24日に以下の新機能の追加がケータイアップデートにより行われた。
- 宅内用小型基地局「auフェムトセル」に対応した。

## 注
1. ↑  最厚部は約19.9mm
2. ↑  Bluetoothに対応した2009年モデル以降の一部のトヨタ純正カーナビ（2009年モデルでの例・NHZA-W59G、NSDT-W59）が必要。
3. ↑  ただし2画面同時表示には非対応。
4. ↑  ケータイアップデートのお知らせ KDDI 2009年1月8日
5. ↑  
ケータイアップデートのお知らせKDDI 2010年6月24日